# Серенское
Серенское — деревня в Наро-Фоминском районе Московской области, входит в состав сельского поселения Волчёнковское. Численность постоянного населения по Всероссийской переписи 2010 года — 32 человека. До 2006 года Серенское входило в состав Афанасьевского сельского округа.
Деревня расположена в юго-западной части района, на правом берегу реки Протва, примерно в 8 км к югу от города Верея, высота центра над уровнем моря 167 м. Ближайшие населённые пункты — Ивково в 0,5 км на северо-запад и Набережная Слобода в 0,5 км на юго-восток.